# Lady Like
Lady Like è il primo album in studio della cantante statunitense Ingrid Andress, pubblicato il 27 marzo 2020 su etichetta Warner Nashville.

## Accoglienza
Marlo Ashley di Exclaim! ha lodato il lato sentimentale della cantante mostrato nel disco.

## Tracce
1. Bad Advice – 3:27
2. Both – 3:23
3. We're Not Friends – 3:12
4. The Stranger – 3:11
5. Anything but Love – 3:32
6. More Hearts Than Mine – 3:34
7. Life of the Party – 2:56
8. Lady Like – 3:14

## Classifiche
| Classifica (2020) | Posizione massima |
| ----------------- | ----------------- |
| Canada            | 91                |
| Stati Uniti       | 90                |